# Rómendacil II
Rómendacil II var en fiktiv karaktär i J. R. R. Tolkiens värld om Midgård. Han var son till kung Calmacil, Andre son till kung Atanatar II Alcarin och hette ursprungligen som Minalcar. Han föddes under de sista åren av den långa regeringstid som Hyarmendacil I hade. Minalcar och han steg till en tidigt stark ställning eftersom hans farbror Narmacil I (första son till Atanatar II) kände sig obekväm med kungastyrelsen.
Han var regent från 1240 tredje åldern och slog ett avgörande slag mot östringarna som han besegrade nära sjön i Rhûn. Han förstärkte också Gondor och gjorde pakter med Rhovanions Nordmän, Allt innan han tog tronen. Efter Narmacils död förblev han Regent för tio år under sin far Calmacil.
När han slutligen besteg tronen efter sin fars död tog han genast namnet som Rómendacil öst-segraren, som hans avlägsna förfader Tarostar hade gjort.
Han var ansvarig för Argonath, konungarnas statypelare. De var känt för att ha stått över Nen Hithoel långt in till Fjärde åldern och framträdande plats i Sagan om ringen.
Att befästa en allians med norrmännen skickade Rómendacil II sin son Valacar som ambassadör. Medan Valacar var på hans uppdrag gifte han sig med Vidumavi, Dotter till Vidugavia, Kungen av Rhovanion, Vilket skulle leda till slut på den katastrofala Ättefejden.
Rómendacil dog år tredje åldern och efterträddes av Valacar.